# The Discarded Woman
Pour plus de détails, voir Fiche technique et Distribution.
The Discarded Woman (littéralement : La Femme abandonnée) est un film muet américain réalisé par Burton L. King, sorti en 1920.

## Fiche technique
- Titre : The Discarded Woman
- Réalisation : Burton L. King
- Scénario : Lawrence McCloskey, A.W. Tillinghast
- Photographie : Ernest Haller
- Producteur : Burton L. King
- Société de production : Burton King Productions
- Société de distribution : Hallmark Pictures Corporation (pt)
- Pays de production :  États-Unis
- Langue : Anglais
- Métrage : 1 800 m
- Format : Noir et blanc — 35 mm — 1,33:1 — Muet
- Genre : Film dramatique
- Durée : 60 minutes (1 h 0)
- Date de sortie : 
  - États-Unis : juillet 1920

## Distribution
- Grace Darling (en) : Esther Wells
- James Cooley (it) : Martin Wells, un chercheur d'or
- Rod La Rocque : Sam Radburn, un chercheur d'or
- Madelyn Clare (en)
- E. J. Ratcliffe : le propriétaire de la mine